# Heinkel He 176
Lo Heinkel He 176 era un aereo sperimentale monomotore a razzo ad ala media realizzato dall'azienda tedesca Ernst Heinkel Flugzeugwerke alla fine degli anni trenta.
Detiene il primato di essere stato il primo aereo al mondo ad essere spinto solamente da un razzo a carburante liquido, effettuando il primo volo il 20 giugno 1939 con Erich Warsitz ai controlli.

## Storia del progetto

### Primi esperimenti
Durante gli anni venti, gli stuntman tedeschi, avevano sperimentato l'utilizzo di razzi a propellente solido per spingere auto, moto, carrozze ferroviarie, slitte da neve e nel 1929, gli aerei come l'Ente di Alexander Lippisch e l'RAK.1 di Fritz von Opel. I motori a propellente solido, tuttavia, avevano molti svantaggi quando venivano usati nella propulsione degli aerei, in quanto la loro spinta non poteva essere regolata e i motori non potevano essere spenti una volta accesi.
Nel 1931, l'Ufficio Delle Armi dell'Esercito testò sul campo a Kummersdorf, alcuni motori a propellente liquido. Nel 1932, Wernher von Braun progettò un razzo che usava quale propellente una miscela di ossigeno liquido ed alcol ad alta gradazione. Nel 1934 lanciò il secondo tipo di razzo, l'A2, dall'isola di Borkum nel Mare del Nord.

### Sviluppo
Durante il 1936 la squadra di von Braun a Kummersdorf studiò la possibilità di installare motori a razzo a propellente liquido sugli aerei. Ernst Heinkel supportò in maniera entusiasta i loro sforzi, fornendo un He 72 e più avanti due He 112 per gli esperimenti. Verso la fine del 1936 Erich Warsitz venne affiancato dal RLM a Wernher von Braun e Ernst Heinkel, perché era riconosciuto come uno dei piloti collaudatori più esperti del tempo, e anche perché era dotato di una straordinaria conoscenza tecnica. Nel giugno 1937, a Neuhardenberg (un grande campo a circa 70 chilometri a est di Berlino, pianificato come aeroporto di riserva nell'eventualità di una guerra), uno di questi aerei venne provato da Warsitz con il motore a pistoni spento durante il volo, e a questo punto spinto solamente dal motore a razzo di von Braun.
Nonostante l'atterraggio di fortuna e con la fusoliera in fiamme, fu dimostrata la possibilità di far volare un aereo con un sistema di propulsione costituito da un motore a reazione.

## Impiego operativo
Il primo volo ufficiale del Heinkel He 176 fu il 20 giugno 1939, pilotato da Erich Warsitz. Il giorno successivo, 21 giugno, l'He 176 venne presentato ad alcuni leader del RLM (Ernst Udet, Erhard Milch). Udet non fu impressionato, e proibì ulteriori test a causa dei pericoli inerenti al volo con razzi. Questo divieto venne emesso due volte e per due volte fu tolto, fino al 3 luglio 1939, quando fu organizzata un'altra dimostrazione aerea a Roggentin per Adolf Hitler e altri dirigenti del Terzo Reich.
Il 12 settembre 1939 venne emesso un ordine ufficiale per porre fine a qualsiasi ulteriore sviluppo del progetto dell'He 176. L'aereo prototipo restò nascosto per anni nella fabbrica di Heinkel a Rostock-Marienehe, ma poi venne imballato e spedito al museo dell'Aria a Berlino dove venne distrutto in un bombardamento Alleato nel 1944.